# Avenue Delecourt
L'avenue Delecourt est une voie du 15e arrondissement de Paris.

## Situation et accès
Située dans le 15e arrondissement, quartier de Grenelle, la rue Delecourt, d'une longueur de 50 mètres, commence au 61, rue Violet et finit en impasse.

## Origine du nom

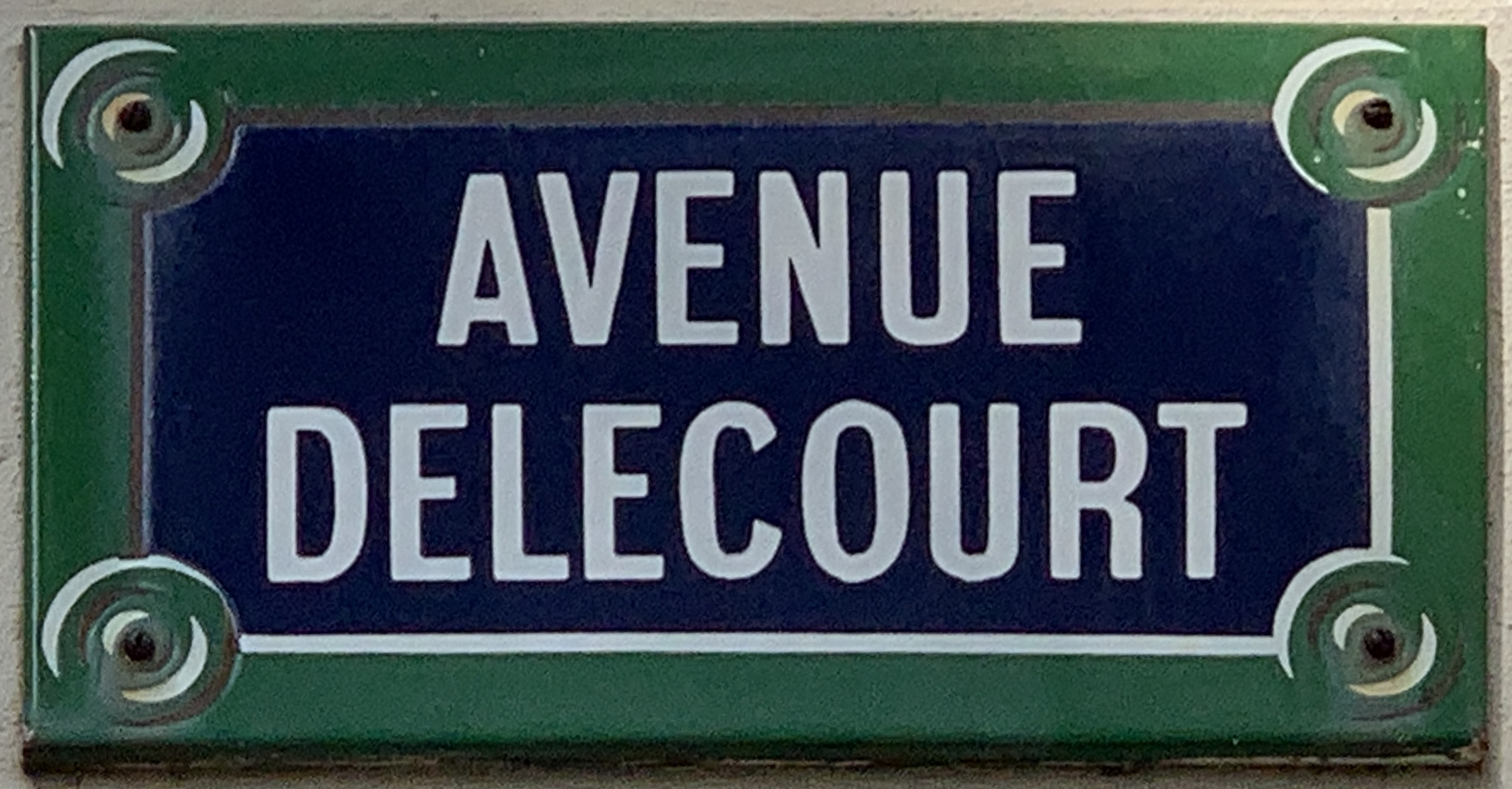
Plaque de l'avenue.

Cette voie porte le nom de monsieur Delecourt, propriétaire des terrains sur lesquels elle a été ouverte.

## Historique
Cette voie fut ouverte en 1844 par monsieur Delecourt afin de pouvoir accéder à un pensionnat qui lui appartenait.